# Kopiec (województwo śląskie)
Kopiec – wieś w Polsce położona w województwie śląskim, w powiecie kłobuckim, w gminie Kłobuck.
W latach 1975–1998 miejscowość administracyjnie należała do województwa częstochowskiego.
Wieś leży nad rzeką Czarną Okszą nazywaną niekiedy Kocinką.
We wsi działa Nowicjat Towarzystwa Salezjańskiego.